# Emmanuel Adebayor
Sheyi Emmanuel Abebayor, thường được biết với tên Emmanuel Adebayor (sinh 26 tháng 2 năm 1984 tại Lomé), là một cựu cầu thủ bóng đá Togo chơi ở vị trí tiền đạo. Adebayor trước đây từng chơi cho Metz, Monaco, Arsenal, Real Madrid, Manchester City, Tottenham Hotspur và Manchester City. Anh được bình chọn là Cầu thủ xuất sắc nhất châu Phi vào năm 2008.
Vào tháng 1 năm 2010, Adebayor là một trong những cầu thủ có mặt trên chuyến xe buýt chở Đội tuyển bóng đá Togo bị khủng bố tấn công khi đang trên đường tham dự Cúp bóng đá châu Phi 2010 ở Angola. Sau sự việc này, vào tháng 4 năm 2010, Adebayor đã tuyên bố giã từ đội tuyển quốc gia, nhưng anh đã trở lại đội tuyển quốc gia vào tháng 11 năm 2011. Vào năm 2013, anh cùng Đội tuyển Togo tham dự Cúp bóng đá châu Phi 2013 ở Nam Phi và lọt đến vòng tứ kết. Adebayor được mô tả là một cầu thủ "cao to, khéo léo, mạnh mẽ trong không chiến cùng với đó là kỹ năng ghi bàn và sáng tạo."

## Sự nghiệp cầu thủ

### Sự nghiệp ban đầu
Adebayor khởi nghiệp là một cầu thủ trẻ tại câu lạc bộ Metz. Trong mùa giải chuyên nghiệp đầu tiên của mình anh chơi 9 trận và ghi được hai bàn thắng cho đội B của Metz. Đến mùa giải 2002-03, Adebayor ghi được 17 bàn thắng trong 35 trận. Anh gia nhập Monaco vào năm 2003, ghi 7 bàn trong 17 lần ra sân. Riêng ở đấu trường châu Âu, anh đã giúp cho đội bóng vào đến trận chung kết UEFA Champions League 2003-2004 với hai bàn thắng trong 10 trận đấu.

### Arsenal

#### Mùa giải 2005-06
Vào ngày 13 tháng 1 năm 2006, Adebayor gia nhập Arsenal với giá 8,8 triệu bảng. Anh nhận được biệt danh là "Tiểu Kanu" (Baby Kanu) bởi sự tương đồng của anh với cựu ngôi sao Arsenal Nwanko Kanu, người mà anh rất thần tượng khi còn trẻ. Vào ngày 4 tháng 2 năm 2006, Adebayor có trận đấu ra mắt ở Premiership tại Birmingham City và ghi bàn sau 21 phút giúp Arsenal giành chiến thắng 2-0. Kết thúc mùa giải đầu tiên của anh ở the Gunners anh đã ghi được bốn bàn trong mười trận. Tuy nhiên, Adebayor không thể góp mặt ở chiến dịch Champions League 2005-06 khi Arsenal lọt vào đến trận đấu cuối cùng đối đầu với Barcelona bởi vì anh đã xuất hiện trong màu áo Monaco ở vòng loại của giải đấu này.

#### Mùa giải 2006-07
Adebayor ghi bàn trong cuộc đối đầu với Manchester United giúp Arsenal giành chiến thắng 1-0 ngay tại Old Trafford, đây là chiến thắng đầu tiên của CLB ở mùa giải 2006-07. Trước đó, anh đã bị phạm lỗi trong vòng cấm và kiếm cho Arsenal một quả penalty nhưng Gilberto Silva đã bỏ lỡ. Vào ngày 8 tháng 11 năm 2006, Adebayor ghi bàn thắng duy nhất đưa Arsenal vào Tứ kết League Cup đối đầu với Everton.
Anh đã bị đuổi khỏi sân ở trận Chung kết League Cup thất bại 2-1 trước Chelsea. Anh bị nhận thẻ đỏ sau một cuộc ẩu đả vào cuối trận đấu giữa cầu thủ hai đội. Có cáo buộc rằng anh đã thực hiện một cú đấm nhắm vào Frank Lampard. FA sau đó đã tăng hình phạt lên khi cấm anh thi đấu thêm một trận nữa và phải đóng phạt 7.500 bảng vì hành vi không chịu rời sân ngay lập tức, cũng như lệnh cấm ba trận cho chiếc thẻ đỏ. Adebayor và Lampard cả hai đã phủ nhận điều đó.

#### Mùa giải 2007-08
Không có gì phải bàn cãi khi anh đã gánh trên vai trọng trách to lớn trong suốt mùa giải hiệu quả nhất của anh - mùa giải 2007-08, ghi được 30 bàn thắng trong 40 trận đá chính và thường xuyên có mặt trên hàng tấn công sau sự ra đi của Thierry Henry và những chấn thương của Robin van Persie cùng Eduardo. Vào ngày 19 tháng 1, sau khi ghi hai bàn vào lưới Fulham, CĐV đã hát "Adebayor, Adebayor, cho anh ấy bóng, và anh ấy sẽ ghi bàn". Sau khi ghi bàn trên chấm phạt đền ở trận thắng 3-1 trước Portsmouth, hai bàn trước Tottenham giúp Arsenal thắng 3-1 trong trận derby Bắc London đầu tiên của mùa giải. Adebayor sau đó đã ghi hat-trick đầu tiên của anh cho Arsenal trọng trận thắng 5-0 trên sân nhà trước Derby County vào ngày 22 tháng 9; đây là hat-trick thứ hai ghi được trên sân Emirates. Anh sau đó đã tham gia vào cuộc ẩu đả vào ngày 22 tháng 1 với người bạn đồng đội Nicklas Bendtner bảy phút từ lúc kết thúc trận Bán kết League Cup thua 5-1 trước Tottenham. Bendtner đã bị thương ở mũi trong cuộc đụng độ, Adebayor đã xin lỗi vào ngày hôm sau. Ba ngày sau anh ghi bàn thắng thứ 100 trên sân Emirates trong chiến thắng 3-0 ở FA Cup trước Newcastle United. Bắt đầu từ ngày 4 tháng 3 đối đầu với Milan, Adebayor ghi bàn liên tiếp ở Champions League. Mặc dù anh chưa từng ghi bàn ở giải đấu này trước đây, anh ghi một bàn thắng trong trận lượt về đối đầu với Milan tại San Siro. Ngày 13 tháng 4 trong trận đấu với Manchester United ở Premier League, Adebayor ghi bàn thắng duy nhất cho Arsenal khi họ thua 2-1 tại Old Trafford. Anh ghi hat-trick thứ hai của anh cho Arsenal sau khi vào sân từ băng ghế dự bị sau phân nửa thời gian trong chiến thắng 6-2 đối đầu với Derby County vào ngày 28 tháng 4, khiến anh trở thành cầu thủ duy nhất trong lịch sử Premiership ghi được hat-trick ở cả sân nhà và sân khách trước cùng một đối thủ trong cùng một mùa giải.
Mặc dù Arsenal trắng tay ở mùa giải đó, anh có tên trong Đội hình tiêu biểu trong năm của PFA (PFA Team of the Year). Bàn thắng thứ hai của anh trong trận đấu với Tottenham được bình chọn là bàn thắng đẹp nhất mùa giải 2007-08 bởi chuyên mục Trận đấu của ngày (Match of the Day). Anh cũng nhận được danh hiệu Cầu thủ xuất nhất châu Phi do BBC tổ chức (BBC African Footballer) bởi phong độ ấn tượng của anh trong năm 2008.

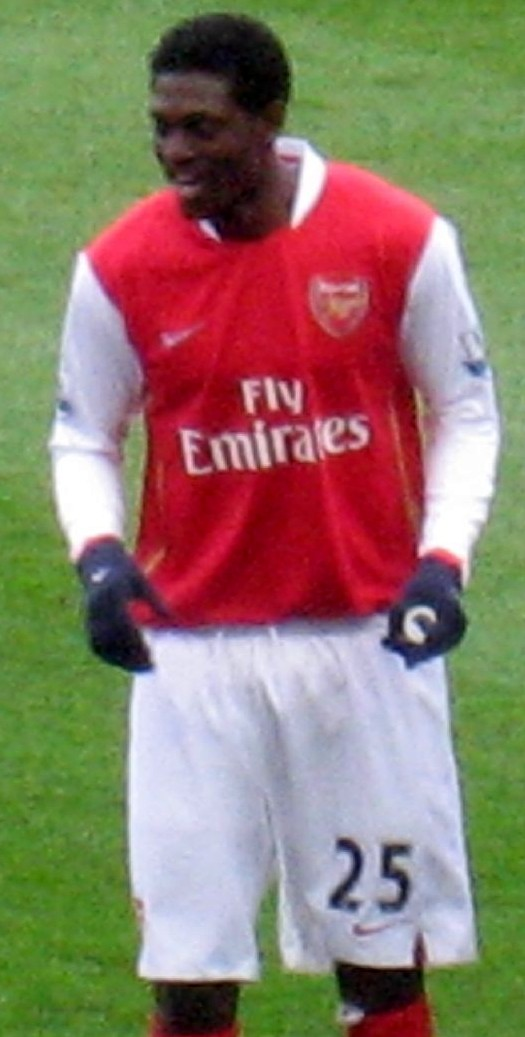
Adebayor với Arsenal năm 2008.

#### Mùa giải 2008-09
Trên thị trường chuyển nhượng mùa hè, anh đã được liên hệ chuyển đến AC Milan và Barcelona với giá 30 triệu bảng, nhưng anh đã ở lại sau khi gia hạn hợp đồng với CLB. Vào ngày 13 tháng 8 năm 2008, Adebayor ghi một hat-trick trong trận thắng 4-0 trên sân của Blackburn Rovers, đó là những bàn thắng đầu tiên của anh ở mùa giải 2008-09. Adebayor phải nhận thẻ đỏ đầu tiên của anh trong mùa giải trong trận hòa 1-1 với Liverpool sau cuộc ẩu đả với hậu vệ đối phương Álvaro Arbeloa, hành vi này buộc anh phải nhận thẻ vàng thứ hai trong trận đấu và thực hiện lệnh cấm thi đấu một trận.
Vào ngày 8 tháng 2, Adebayor bị chấn thương gân khoeo trong trận hòa 0-0 trước Tottenham Hotspur. Chấn thương này đã buộc anh phải ngồi ngoài trong gần hai tháng, mặc dù theo ước tính ban đầu chỉ là ba tuần. Anh ghi bàn sau khi trở lại, ghi một cú đúp vào lưới Manchester City. Vào ngày 7 tháng 4 năm 2009, Adebayor ghi bàn gỡ hòa cho Arsenal trong trận Tứ kết Champions League đối đầu với Villarreal, anh khống chế bóng bằng ngực và sau đó thực hiện cú đá xe đạp chỏng ngược vô cùng đẹp mắt. Trong trận lượt về tại Emirates một tuần sau đó, anh ghi bàn trong trận thắng 3-0 của Arsenal, đưa CLB vào bán kết đụng độ với Manchester United. Tuy nhiên, Adebayor đã bị chấn thương trong hai trận cuối cùng của Premier League và kết thúc mùa giải ở vị trí thứ hai trong danh sách Vua phá lưới của Arsenal với 16 bàn thắng, đứng sau 20 bàn thắng của Robin van Persie ở tất cả các mặt trận.
Những bàn thắng đó tuy không đưa được Arsenal đến với danh hiệu nhưng chúng là những bàn thắng đa dạng và đẹp mắt. Phần lớn các bàn thắng của Adebayor là những pha đánh đầu và dứt điểm cận thành nhưng anh cũng có những bàn thắng ngoạn mục. Tottenham, Newcastle và Villarreal có thể xác nhận điều đó - họ là nạn nhân của bốn bàn thắng tuyệt đẹp của Adebayor, những bàn thắng đó đã lọt vào danh sách 50 bàn thắng đẹp nhất mọi thời đại của Arsenal (the Gunners' Greatest 50 Goals) trong cuộc bình chọn vào năm 2009).
Ở Adebayor có bóng dáng của Thierry Henry, Arsenal có thể trong cậy vào Adebayor trong những năm sắp tới. Nhưng điều đó thì đã không xảy ra. Mối quan hệ của anh với người hâm mộ càng trở nên xấu đi và anh đã chuyển đến đội bóng vùng Eastlands Manchester City vào mùa hè năm đó. Tổng cộng Adebayor đã ghi được 62 bàn trong 142 lần xuất hiện sau khi gia nhập từ Monaco vào tháng 1 năm 2006. 

### Manchester City

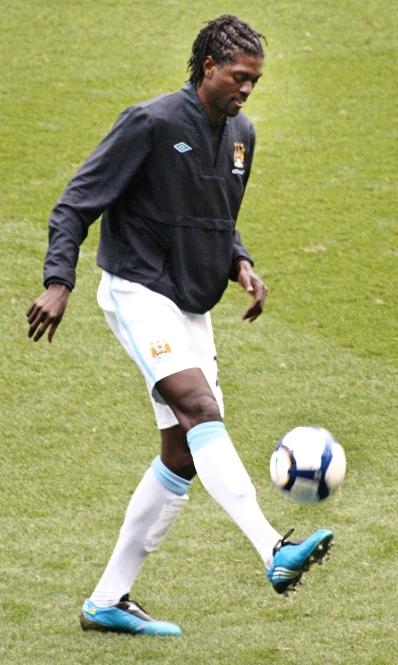
Adebayor trong màu áo Manchester City.

#### Mùa giải 2009-10
Ngày 18 tháng 7 năm 2009, Adebayor ký một hợp đồng năm năm với Manchester City với phí chuyển nhượng là 25 triệu bảng. Anh ghi bàn ngay trong trận ra mắt cho City đối đầu với Blackburn Rovers, với một cú dứt điểm từ khoảng cách gần 16,5 mét vượt qua Paul Robinson ở phút thứ ba. Trong trận đấu đầu tiên trên sân nhà, Adebayor ghi bàn thắng duy nhất ở phút thứ 17 trong chiến thắng 1–0 trước Wolverhampton Wanderers, từ đường kiến tạo của cầu thủ cùng gia nhập vào mùa hè Carlos Tévez.
Anh ghi bàn thắng thứ ba trong ba trận liên tiếp ở giải vô địch từ một pha đánh đầu trong chiến thắng 1–0 trên sân khách trước Portsmouth.
Bàn thắng thứ tư của anh trong bốn trận đấu liên tiếp đến trong cuộc đối đầu với đội bóng cũ, Arsenal, với chiến thắng 4-2 tại City of Manchester Stadium. Theo đó, anh là một trong sáu cầu thủ ghi bàn trong cả bốn trận đầu mùa trong lịch sử CLB. Trong trận đấu với Arsenal, đồng đội cũ của Adebayor, Robin van Persie, đã cáo buộc anh cố tình đá vào mặt của anh ấy, và sau đó anh đã bị một lệnh cấm ba trận sau khi bị kết tội vì hành vi bạo lực. Adebayor cũng bị chỉ trích bởi hành động chạy gần như toàn bộ chiều dài sân vận động đến chỗ của cổ động viên Arsenal và ăn mừng trước mặt họ sau khi anh ghi được bàn thắng, điều này đã gây ra một phản ứng giận dữ từ phía các cổ động viên của Arsenal. Anh đã bị phạt vì điều này, nhưng sau đó anh đã đưa ra lời xin lỗi. Huấn luyện viên của Manchester City Mark Hughes đã đề nghị Adebayor làm điều đó bởi vì ông ấy muốn nhận được tình yêu từ phía người hâm mộ của City.

#### Mùa giải 2010-11
Đầu mùa giải 2010–11 anh đã được trao chiếc áo số 9 thay cho áo số 25 mà anh đã mặc trước đó tại Arsenal và City. Anh ghi hat-trick đầu tiên cho Manchester City vào ngày 21 tháng 10 ở vòng bảng UEFA Europa League vào lưới Lech Poznań. Theo đó, anh trở thành cầu thủ Manchester City đầu tiên lập một hat-trick ở đấu trường châu Âu. Tuy nhiên trong suốt mùa giải 2010–11, Adebayor đã bị mất vị trí tại Manchester City, bản hợp đồng mới Edin Džeko cùng với Carlos Tévez và Mario Balotelli luôn là những sự lựa chọn hàng đầu. Vào tháng 8 năm 2011, Roberto Mancini xác nhận rằng Adebayor, cùng với Craig Bellamy, không còn nằm trong kế hoạch của ông và họ có thể rời Manchester City.

##### Real Madrid (mượn)

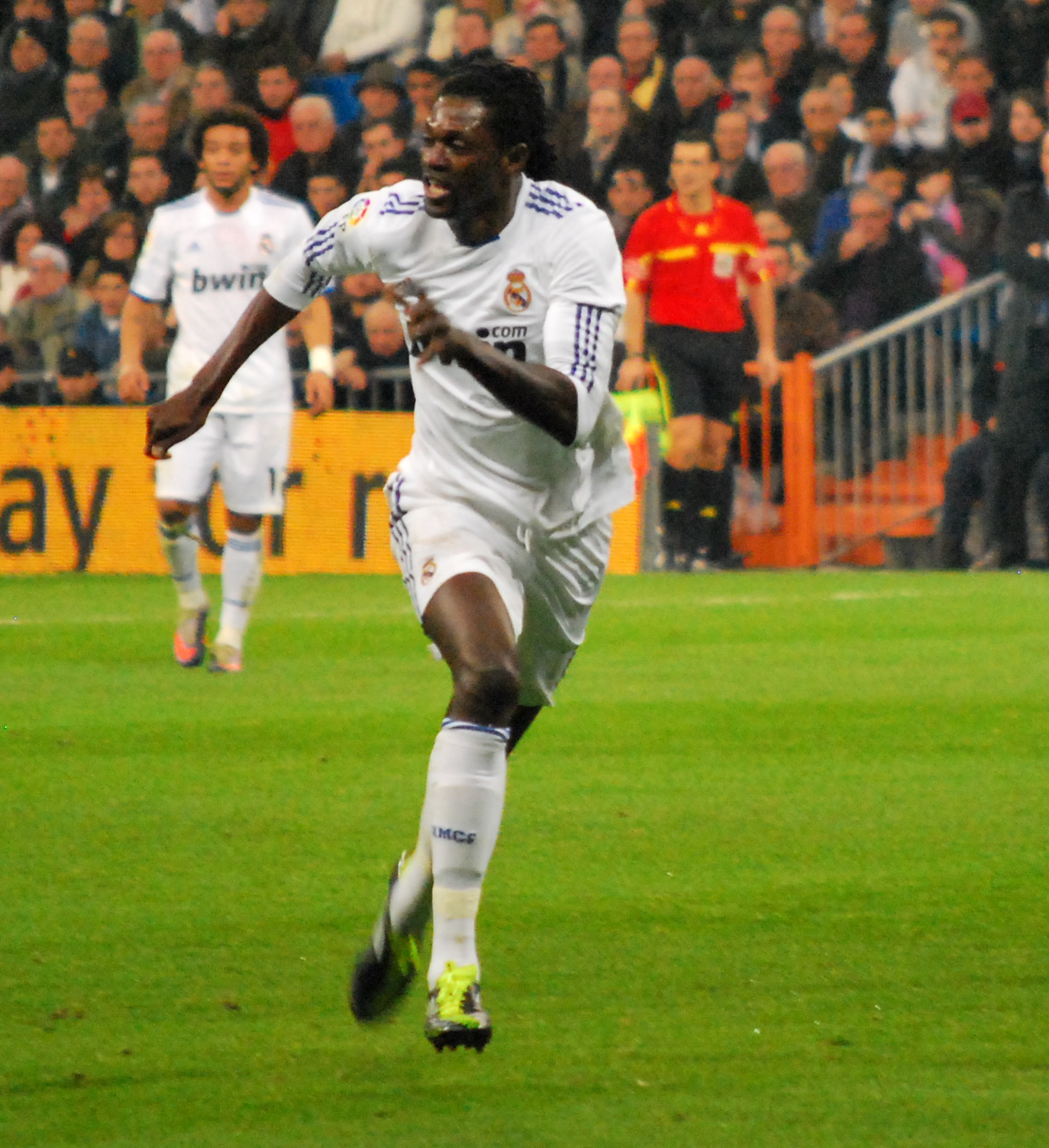
Adebayor với Real Madrid

Vào ngày 25 tháng 1 năm 2011, Adebayor đã ký một hợp đồng cho mượn để chơi cho Real Madrid trong phần còn lại của mùa giải. Adebayor ghi bàn thắng đầu tiên của anh cho Real Madrid trong trận bán kết lượt về Copa del Rey đối đầu với Sevilla tại Sân vận động Santiago Bernabéu. Trận đấu kết thúc với tỷ số 2–0, theo đó tổng tỷ số sau hai lượt trận là 3–0.
Vào cuối tuần lễ kế tiếp, anh ghi bàn thắng đầu tiên của anh ở La Liga vào lưới Real Sociedad, một lần nữa cũng tại Santiago Bernabéu. Trận đấu kết thúc với tỷ số 4–1 và Adebayor đã ghi bàn thắng cuối cùng trong 3 phút cuối của trận đấu. Ngày 6 tháng 3 năm 2011, Adebayor ghi bàn mở tỷ số ở phút thứ 24 trong trận đấu với Racing Santander từ đường chuyền của Mesut Özil. Real Madrid thắng 3–1. Adebayor đã bị chỉ trích nặng nề bởi màn trình diễn của anh trong trận đấu với Sporting Gijón, anh đã bỏ lỡ rất nhiều cơ hội. Trận đấu kết thúc với tỷ số 0-1 cho Sporting Gijón. Adebayor ghi thêm hai bàn thắng ở đấu trường châu Âu cho Madrid vào lưới Tottenham Hotspur trong trận thắng 4–0 vào ngày 5 tháng 4 năm 2011.
Adebayor ghi hat-trick đầu tiên của anh cho Real Madrid vào ngày 21 tháng 5 năm 2011, ở vòng đấu cuối cùng của La Liga 2010–11, đối đầu với Almería. Trong trận đấu đó, Real Madrid đã đánh bại Almería 8–1. 

Adebayor trở lại Manchester City sau khi mùa giải ở Tây Ban Nha kết thúc, nhưng đã bỏ lỡ chuyến du đấu trước mùa giải của câu lạc bộ trên đất Mỹ vào ngày 11 tháng 7 năm 2011 và sau đó anh phải chịu một án phạt 300.000 bảng vì từ chối tập luyện cùng đội dự bị và đội trẻ của câu lạc bộ.

#### Tottenham Hotspur (mượn)
Vào ngày 25 tháng 8 năm 2011, Tottenham Hotspur đã ký với Adebayor bản hợp đồng mượn một mùa giải. Ngày 10 tháng 9 năm 2011, Adebayor ghi bàn trong trận đấu ra mắt đối đầu với Wolverhampton Wanderers ở phút thứ 67. Vào ngày 18 tháng 9 năm 2011, anh ghi hai bàn thắng ở trận đấu đầu tiên của anh trên sân nhà với chiến thắng 4–0 trước Liverpool, bàn thắng thứ hai của anh trong trận đấu này là bàn thắng thứ 100 anh ghi được ở giải vô địch trong sự nghiệp thi đấu chuyên nghiệp của anh.
Adebayor cũng cung cấp một đường kiến tạo cho bàn thắng của Rafael van der Vaart trong chiến thắng 2–1 ở trận Derby Bắc London trước đội bóng cũ của anh, Arsenal, vào ngày 2 tháng 10. Anh ghi bàn thắng thứ tư và thứ năm của anh cho Tottenham trong chiến thắng 2–0 trước Aston Villa vào ngày 21 tháng 11, bàn đầu tiên là từ một cú đá trên không và bàn thắng thứ hai xuất phát từ sai lầm của hậu vệ Villa James Collins. Anh có thêm một cú đúp ở trận thắng 3–1 trước West Bromwich Albion. Sau đó Adebayor tiếp tục ghi thêm hai bàn thắng, một trên chấm phạt đền trên sân Stoke và một trong trận derby trước Chelsea - bàn thắng ấn định tỷ số 1–1.
Vào ngày 11 tháng 2 năm 2012, Adebayor ghi bàn bằng một cú vô lê và cung cấp bốn đường kiến tạo trong trận thắng 5–0 trước Newcastle United.
Vào ngày sinh nhật lần thứ 28 của mình (26 tháng 2), Adebayor ghi bàn trên chấm phạt đền đưa Spurs vươn lên dẫn trước 2–0 tại Emirates nhưng cuối cùng Tottenham phải nhận thất bại 5-2.
Ngày 1 tháng 4, Adebayor lập một cú đúp trong chiến thắng 3–1 trước Swansea City. Đến ngày 15 tháng 4 năm 2012, Adebayor kiến tạo cho Gareth Bale ghi bàn thắng duy nhất cho Tottenham trong trận thua 5–1 trước Chelsea ở bán kết FA Cup.
Adebayor sau đó tiếp tục ghi bàn cho Tottenham, lần này là một cú đúp vào lưới Bolton Wanderers trong chiến thắng 4-1 trên Sân vận động Reebok và lập công trên chấm phạt đền trong trận đấu với Aston Villa, tỷ số cuối cùng là 1–1.
Ở trận đấu cuối cùng trong khoảng thời gian được cho mượn tại Tottenham, Adebayor ghi bàn mở tỷ số giúp Spurs đánh bại đối thủ cùng thành phố Fulham 2–0 vào ngày 13 tháng 5 để đảm bảo vị trí thứ tư.
Adebayor dẫn đầu danh sách vua phá lưới của Tottenham khi kết thúc mùa giải, với 18 bàn thắng (17 ở Premier League).

### Tottenham Hotspur
Vào ngày 21 tháng 8 năm 2012, Adebayor đã ký hợp đồng dài hạn với Tottenham Hotspur với thỏa thuận trị giá 5 triệu bảng, sau một quá trình đàm phán kéo dài.
Ngày 17 tháng 12 năm 2012, Adebayor ghi bàn thắng sớm cho Tottenham trong trận derby Bắc London đầy căng thẳng trước Arsenal, giúp Spurs dẫn trước 1-0. Vài phút sau, anh có pha vào bóng bằng cả hai chân nhằm vào Santi Cazorla, hành động này đã khiến anh phải nhận một thẻ đỏ trực tiếp. Arsenal tiếp tục giành chiến thắng với tỷ số 5–2. Vào ngày 1 tháng 1 năm 2013, Adebayor có được bàn thắng đầu tiên trên sân trong mùa giải này cho Spurs trước đối thủ Reading, với cú đánh đầu cực mạnh từ đường chuyền của Aaron Lennon. Spurs giành chiến thắng với tỷ số 3-1. Ngày 14 tháng 3 năm 2013 Adebayor ghi bàn thắng quyết định trên sân khách đưa Spurs tiến vào tứ kết Europa League sau khi vượt qua Inter Milan nhờ luật bàn thắng sân khách. Thật không may, anh đã đưa bóng vọt xà ngang sau những bước chạy đà lố bịch khi thực hiện quả penalty quyết định trong trận đấu ở vòng tiếp theo đối đầu với FC Basel, dẫn đến việc Tottenham bị loại khỏi giải đấu. Anh ghi bàn vào ngày 8 tháng 5 trong trận hòa 2-2 trước Chelsea từ pha dứt điểm bên ngoài vòng cấm địa để cân bằng tỷ số 1-1. Sau đó anh đã ghi bàn ấn định tỷ số ở ngày Chủ nhật tiếp theo (12 tháng 5 năm 2013) trong trận thắng 2-1 của Tottenham trên sân của Stoke City từ đường chuyền của Clint Dempsey ở phút thứ 83.

## Sự nghiệp đội tuyển quốc gia

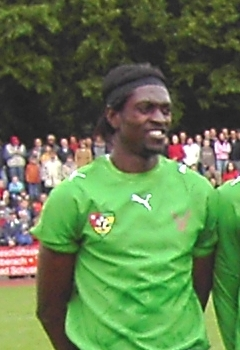
Adebayor chơi cho Togo vào tháng 5 năm 2006

Adebayor cũng đủ điều kiện để chơi cho Nigeria nhưng anh đã chọn đại diện cho đất nước nơi anh sinh ra. Adebayor đã giúp Togo giành quyền tham dự Cúp bóng đá châu Phi 2006 với 11 bàn thắng anh ghi được ở vòng loại, nhiều hơn bất kỳ cầu thủ nào khác. Vào ngày 10 tháng 2 năm 2009, Liên đoàn Bóng đá châu Phi (CAF) đã chọn Adebayor là Cầu thủ xuất sắc nhất châu Phi năm 2008 tại buổi trao giải tổ chức ở Lagos, Nigeria. Adebayor đã đánh bại các ứng cử viên Mohamed Aboutrika của Ai Cập và Michael Essien của Ghana trong cuộc bình chọn từ các huấn luyện viên của 54 đội tuyển quốc gia thuộc CAF. Đây là lần đầu tiên một người Togo giành danh hiệu Cầu thủ xuất sắc nhất châu Phi.
Adebayor đã giúp Togo giành quyền tham dự World Cup 2006 ở Đức và đá chính cả ba trận vòng bảng trước Hàn Quốc, Thụy Sĩ và Pháp, nhưng không ghi được bất kỳ bàn thắng nào và Togo kết thúc ở vị trí cuối cùng. Adebayor đã được chọn làm đội trưởng sau giải đấu này.
Anh được gọi vào đội tuyển ở Cúp bóng đá châu Phi 2006, chỉ được ngồi dự bị ở trận đấu đầu tiên. Adebayor tuyên bố sẽ rời khỏi giải đấu và trở về nhà, mặc dù sau đó anh đã trở lại tập luyện cùng đội bóng. Togo đã bị loại sau khi để thua cả ba trận. Anh đã bị loại khỏi đội tuyển Togo sau khi có hành động đòi hỏi khoản tiền thưởng từ đội tuyển. Tuy nhiên, Adebayor đã được gọi trở lại vào tháng 9 năm 2007.
Ngày 11 tháng 10 năm 2008, Anh ghi bốn bàn thắng giúp Togo đè bẹp Swaziland với tỷ số 6-0 ở vòng loại World Cup.
Mặc dù đang bị chấn thương, Adebayor thi đấu cho Togo đối đầu với Cameroon. Trong trận đấu này anh đã ghi bàn thắng duy nhất cho Togo để ấn định chiến thắng.
Vào ngày 8 tháng 1 năm 2010, Adebayor là một trong những cầu thủ có mặt trên chuyến xe buýt chở đội tuyển Togo bị tấn công khủng bố khi đang trên đường tham dự Cúp bóng đá châu Phi ở Angola. Cuộc tấn công đã dẫn đến chết người, tất cả các cầu thủ đều sống sót nhưng ba người khác thì đã bị giết chết, điều này đã buộc đội tuyển Togo rút lui khỏi giải đấu. Adebayor sau đó đã tuyên bố giã từ đội tuyển quốc gia vào ngày 12 tháng 4 năm 2010, "Tôi đã cân nhắc những cảm xúc của tôi trong nhiều tuần và nhiều tháng kể từ vụ tấn công đó và tôi vẫn còn bị ám ảnh bởi những sự việc mà tôi đã chứng kiến vào cái buổi chiều kinh khủng đó trên chuyến xe buýt của đội tuyển Togo. Chúng tôi chỉ là những cầu thủ chơi những trận bóng đá và đại diện cho đất nước của chúng tôi, nhưng chúng tôi đã bị tấn công bởi những con người muốn giết chết tất cả chúng tôi. Đó là cái giây phút mà tôi sẽ không bao giờ quên và tôi không bao giờ muốn trải nghiệm thêm một lần nữa trong đời."
Adebeyor đã trở lại làm nhiệm vụ ở đội tuyển quốc gia vào tháng 11 năm 2011 sau sự đảm bảo an toàn từ Liên đoàn Bóng đá Togo, với chiến thắng 1–0 trước Guinea-Bissau ở vòng loại World Cup 2014.
Ngày 21 tháng 3 năm 2023, Emmanuel Adelbayor chính thức giã từ sự nghiệp thi đấu quốc tế sau 22 năm thi đấu chuyên nghiệp.

### Bàn thắng cho đội tuyển quốc gia
| #  | Ngày                 | Địa điểm                                                          | Đối thủ         | Bàn thắng | Kết quả | Giải đấu                            |
| -- | -------------------- | ----------------------------------------------------------------- | --------------- | --------- | ------- | ----------------------------------- |
| 1  | 12 tháng 10 năm 2002 | Sân vận động Kégué, Lomé, Togo                                    | Mauritanie      | 1–0       | 1–0     | Vòng loại cúp bóng đá châu Phi 2004 |
| 2  | 8 tháng 6 năm 2003   | Sân vận động Kégué, Lomé, Togo                                    | Cabo Verde      | 5–2       | 5–2     | Vòng loại cúp bóng đá châu Phi 2004 |
| 3  | 16 tháng 11 năm 2003 | Sân vận động Kégué, Lomé, Togo                                    | Guinea Xích Đạo | 1–0       | 2–0     | Vòng loại World Cup 2006            |
| 4  | 20 tháng 6 năm 2004  | Sân vận động Kégué, Lomé, Togo                                    | Sénégal         | 1–0       | 3–1     | Vòng loại World Cup 2006            |
| 5  | 5 tháng 9 năm 2004   | Sân vận động Kégué, Lomé, Togo                                    | Cộng hòa Congo  | 1–0       | 2–0     | Vòng loại World Cup 2006            |
| 6  | 5 tháng 9 năm 2004   | Sân vận động Kégué, Lomé, Togo                                    | Cộng hòa Congo  | 2–0       | 2–0     | Vòng loại World Cup 2006            |
| 7  | 10 tháng 10 năm 2004 | Sân vận động Kégué, Lomé, Togo                                    | Mali            | 1–0       | 1–0     | Vòng loại World Cup 2006            |
| 8  | 5 tháng 6 năm 2005   | Sân vận động Kégué, Lomé, Togo                                    | Zambia          | 1–0       | 4–1     | Vòng loại World Cup 2006            |
| 9  | 5 tháng 6 năm 2005   | Sân vận động Kégué, Lomé, Togo                                    | Zambia          | 4–1       | 4–1     | Vòng loại World Cup 2006            |
| 10 | 18 tháng 6 năm 2005  | Sân vận động Leopold Senghor, Dakar, Sénégal                      | Sénégal         | 2–2       | 2–2     | Vòng loại World Cup 2006            |
| 11 | 4 tháng9, 2005       | Sân vận động Kégué, Lomé, Togo                                    | Liberia         | 1–0       | 3–0     | Vòng loại World Cup 2006            |
| 12 | 4 tháng9, 2005       | Sân vận động Kégué, Lomé, Togo                                    | Liberia         | 3–0       | 3–0     | Vòng loại World Cup 2006            |
| 13 | 8 tháng 10 năm 2005  | Sân vận động Alphonse Massemba-Débat, Brazzaville, Cộng hòa Congo | Cộng hòa Congo  | 1–1       | 3–2     | Vòng loại World Cup 2006            |
| 14 | 7 tháng 2 năm 2007   | Sân vận động Kégué, Lomé, Togo                                    | Cameroon        | 2–0       | 2–2     | Giao hữu                            |
| 15 | 24 tháng 3 năm 2007  | Sân vận động Kégué, Lomé, Togo                                    | Sierra Leone    | 1–0       | 3–1     | Vòng loại cúp bóng đá châu Phi 2008 |
| 16 | 24 tháng 3 năm 2007  | Sân vận động Kégué, Lomé, Togo                                    | Sierra Leone    | 3–1       | 3–1     | Vòng loại cúp bóng đá châu Phi 2008 |
| 17 | 21 tháng 11 năm 2007 | Sân vận động Ohene Djan, Accra, Ghana                             | UAE             | 5–0       | 5–0     | Giải Tứ hùng Ghana                  |
| 18 | 20 tháng 8 năm 2008  | Sân vận động Vieux Pré, Dreux, Pháp                               | CHDC Congo      | 1–0       | 1–2     | Giao hữu                            |
| 19 | 11 tháng 10 năm 2008 | Sân vận động Ohene Djan, Accra, Ghana                             | Eswatini        | 2–0       | 6–0     | Vòng loại World Cup 2010            |
| 20 | 11 tháng 10 năm 2008 | Sân vận động Ohene Djan, Accra, Ghana                             | Eswatini        | 4–0       | 6–0     | Vòng loại World Cup 2010            |
| 21 | 11 tháng 10 năm 2008 | Sân vận động Ohene Djan, Accra, Ghana                             | Eswatini        | 5–0       | 6–0     | Vòng loại World Cup 2010            |
| 22 | 11 tháng 10 năm 2008 | Sân vận động Ohene Djan, Accra, Ghana                             | Eswatini        | 6–0       | 6–0     | Vòng loại World Cup 2010            |
| 23 | 28 tháng 3 năm 2009  | Sân vận động Ohene Djan, Accra, Ghana                             | Cameroon        | 1–0       | 1–0     | Vòng loại World Cup 2010            |
| 24 | 8 tháng 9 năm 2012   | Sân vận động Angondjé, Libreville, Gabon                          | Gabon           | 1–1       | 1–1     | Vòng loại cúp bóng đá châu Phi 2013 |
| 25 | 14 tháng 10 năm 2012 | Sân vận động Kégué, Lomé, Togo                                    | Gabon           | 2–0       | 2–1     | Vòng loại cúp bóng đá châu Phi 2013 |
| 26 | 14 tháng 11 năm 2012 | Sân vận động Mohamed V, Casablanca, Maroc                         | Maroc           | 1–0       | 1–0     | Giao hữu                            |
| 27 | 26 tháng 1 năm 2013  | Sân vận động Royal Bafokeng, Phokeng, Nam Phi                     | Algérie         | 1–0       | 2–0     | Cúp bóng đá châu Phi 2013           |
| 28 | 10 tháng 9 năm 2014  | Sân vận động Kégué, Lomé, Togo                                    | Ghana           | 2–2       | 2–3     | Vòng loại CAN 2015                  |
| 29 | 15 tháng 11 năm 2014 | Sân vận động Kégué, Lomé, Togo                                    | Guinée          | 4–1       | 4–1     | Vòng loại CAN 2015                  |
| 30 | 14 tháng 6 năm 2015  | Sân vận động Kégué, Lomé, Togo                                    | Liberia         | 2–1       | 2–1     | Vòng loại CAN 2017                  |
| 31 | 12 tháng 11 năm 2017 | Sân vận động Kégué, Lomé, Togo                                    | Mauritius       | 4–0       | 6–0     | Giao hữu                            |
| 32 | 24 tháng 3 năm 2019  | Sân vận động Hữu nghị, Cotonou, Bénin                             | Bénin           | 1–1       | 1–2     | Vòng loại CAN 2019                  |

## Công việc bình luận
Adebayor là một bình luận viên World Cup 2010 của BBC Sport.

## Thống kê sự nghiệp câu lạc bộ
| Câu lạc bộ          | Mùa giải            | Giải đấu | Giải đấu | Cúp quốc gia | Cúp quốc gia | Cúp liên đoàn | Cúp liên đoàn | Châu Âu | Châu Âu | Tổng cộng | Tổng cộng |
| Câu lạc bộ          | Mùa giải            | Trận     | Bàn      | Trận         | Bàn          | Trận          | Bàn           | Trận    | Bàn     | Trận      | Bàn       |
| ------------------- | ------------------- | -------- | -------- | ------------ | ------------ | ------------- | ------------- | ------- | ------- | --------- | --------- |
| Metz                | 2001–02             | 10       | 2        | 1            | 0            | 0             | 0             | —       | —       | 11        | 2         |
| Metz                | 2002–03             | 34       | 13       | 2            | 0            | 4             | 2             | —       | —       | 40        | 15        |
| Metz                | Tổng cộng           | 44       | 15       | 3            | 0            | 4             | 2             | —       | —       | 51        | 17        |
| Monaco              | 2003–04             | 31       | 8        | 4            | 0            | 0             | 0             | 9       | 0       | 44        | 8         |
| Monaco              | 2004–05             | 34       | 9        | 2            | 0            | 4             | 3             | 10      | 2       | 50        | 14        |
| Monaco              | 2005–06             | 13       | 1        | 0            | 0            | 1             | 0             | 7       | 3       | 21        | 4         |
| Monaco              | Tổng cộng           | 78       | 18       | 6            | 0            | 5             | 3             | 26      | 5       | 115       | 26        |
| Arsenal             | 2005–06             | 13       | 4        | 0            | 0            | 0             | 0             | —       | —       | 13        | 4         |
| Arsenal             | 2006–07             | 29       | 8        | 3            | 2            | 4             | 2             | 8       | 0       | 44        | 12        |
| Arsenal             | 2007–08             | 36       | 24       | 2            | 2            | 1             | 1             | 9       | 3       | 48        | 30        |
| Arsenal             | 2008–09             | 26       | 10       | 2            | 0            | 0             | 0             | 9       | 6       | 37        | 16        |
| Arsenal             | Tổng cộng           | 104      | 46       | 7            | 4            | 5             | 3             | 26      | 9       | 142       | 62        |
| Manchester City     | 2009–10             | 26       | 14       | 2            | 0            | 3             | 0             | —       | —       | 31        | 14        |
| Manchester City     | 2010–11             | 8        | 1        | 0            | 0            | 0             | 0             | 6       | 4       | 14        | 5         |
| Manchester City     | Tổng cộng           | 34       | 15       | 2            | 0            | 3             | 0             | 6       | 4       | 45        | 19        |
| Real Madrid         | 2010–11             | 14       | 5        | 2            | 1            | —             | —             | 6       | 2       | 22        | 8         |
| Tottenham Hotspur   | 2011–12             | 33       | 17       | 4            | 1            | 0             | 0             | 0       | 0       | 37        | 18        |
| Tottenham Hotspur   | 2012–13             | 25       | 5        | 1            | 0            | 0             | 0             | 8       | 3       | 34        | 8         |
| Tottenham Hotspur   | 2013–14             | 21       | 11       | 1            | 0            | 1             | 1             | 2       | 2       | 25        | 14        |
| Tottenham Hotspur   | 2014–15             | 13       | 2        | 1            | 0            | 1             | 0             | 2       | 0       | 17        | 2         |
| Tottenham Hotspur   | Tổng cộng           | 92       | 35       | 7            | 1            | 2             | 1             | 12      | 5       | 113       | 42        |
| Crystal Palace      | 2015–16             | 12       | 1        | 3            | 0            | —             | —             | —       | —       | 15        | 1         |
| İstanbul Başakşehir | 2016–17             | 11       | 6        | 5            | 1            | —             | —             | —       | —       | 16        | 7         |
| İstanbul Başakşehir | 2017–18             | 30       | 15       | 1            | 1            | —             | —             | 5       | 1       | 36        | 17        |
| İstanbul Başakşehir | 2018–19             | 19       | 3        | 4            | 1            | —             | —             | 1       | 0       | 24        | 4         |
| İstanbul Başakşehir | Tổng cộng           | 60       | 24       | 10           | 3            | —             | —             | 6       | 1       | 76        | 28        |
| Kayserispor         | 2019–20             | 8        | 2        | 0            | —            | —             | 0             | 0       | 8       | 2         |           |
| Olimpia             | 2020                | 2        | 0        | 0            | 0            | —             | —             | 2       | 0       | 4         | 0         |
| Tổng cộng sự nghiệp | Tổng cộng sự nghiệp | 451      | 161      | 40           | 9            | 19            | 9             | 84      | 26      | 591       | 205       |

## Danh hiệu

### Câu lạc bộ
Real Madrid
- Copa del Rey: 2010–11

### Cá nhân
- Bàn thắng đẹp nhất tháng (Anh): Tháng 9, 2007
- Bàn thắng đẹp nhất mùa giải: 2007–08
- Đội hình tiêu biểu Premier League: 2007–08
- Cầu thủ bóng đá xuất sắc nhất châu Phi do BBC bình chọn: 2007
- Cầu thủ xuất sắc nhất châu Phi: 2008
- Siêu giải thưởng Cầu thủ xuất sắc nhất châu Phi: 2008
- Cầu thủ bóng đá xuất sắc nhất Togo: 2005, 2006, 2007, 2008